# إيما جامبوا ألفارادو
إيما جامبوا ألفارادو (بالإسبانية: Emma Gamboa Alvarado)‏ هي مربية كوستاريكية، ولدت في 17 أكتوبر 1901 في سان رامون في كوستاريكا، وتوفيت في 10 ديسمبر 1976 في إيريذيا ‏ في كوستاريكا.